# 2024 au Mexique
 2022 par pays en Amérique — 2023 par pays en Amérique — 2024 par pays en Amérique — 2025 par pays en Amérique — 2026 par pays en Amérique

## Toujours en cours
- Andrés Manuel López Obrador est Président des États-Unis mexicains et son gouvernement est en place depuis décembre 2018.
- La Guerre de la Drogue est toujours en cours depuis 2006, et elle s'intensifie depuis 2016 provoquant chaque année plus de morts.
- Le Mexique est toujours touché par la crise migratoire en Amérique centrale depuis 2017.
- Le Mexique est toujours l'un des pays les plus touchés au monde par la pandémie de covid-19.

## Événements

### Avril
5 avril : à la suite de l'intrusion policière dans l'ambassade du Mexique à Quito, en Équateur, pour arrêter un ancien vice-président équatorien, Jorge Glas, condamné à six ans de prison pour corruption, qui y avait trouvé refuge (es), le Mexique et le Nicaragua rompent toutes relations avec l'Équateur,,,.

### Mai
- 24 mai : des dizaines de personnes sont tuées à travers le Mexique dans une vague de chaleur mortelle, avec des températures atteignant 45 °C[5].

### Juin
- 2 juin : élections fédérales et élections étatiques, Claudia Sheinbaum est élue présidente.

### Août
- 2 août : quatre hommes, dont un policier, sont retrouvés tués par balle près de Cancún, Dans l'état du Quintana Roo[6].

### Octobre
- 7 octobre : l'ouragan Milton touche l'État du Yucatán.
- Annonce de la découverte des ruines d’une ville maya, surnommée Valeriana, à Campeche.

#### L'année sportive 2024 au Mexique
- Tournoi d'ouverture du championnat du Mexique de football 2024
- Tournoi de clôture du championnat du Mexique de football 2024
- Grand Prix automobile de Mexico 2024
- Tournoi de tennis du Mexique (ATP 2024)
- Tournoi de tennis de Cabo San Lucas (ATP 2024)
- Tournoi de tennis de Guadalajara (WTA 2024)

#### L'année 2024 dans le reste du monde
- L'année 2024 dans le monde
- 2024 par pays en Amérique, 2024 au Canada, 2024 au Québec, 2024 aux États-Unis
- 2024 en Europe, 2024 dans l'Union européenne, 2024 en Belgique, 2024 en France, 2024 en Italie, 2024 en Suisse
- 2024 en Afrique • 2024 par pays en Asie • 2024 par pays en Océanie
- 2024 aux Nations unies
- Décès en 2024